# Finn Stokkers
Finn Stokkers (Barendrecht, 18 april 1996) is een Nederlands voetballer die doorgaans speelt als spits. In juli 2022 verruilde hij RKC Waalwijk voor Go Ahead Eagles.

## Clubcarrière

### Sparta Rotterdam
Stokkers speelde in de jeugdopleiding van Sparta Rotterdam en voor de Rotterdamse club maakte de spits ook zijn debuut als professionele voetballer. In de Eerste divisie mocht hij op 26 oktober 2013 voor het eerst opdraven, toen met 7-1 gewonnen werd van FC Den Bosch. Stokkers mocht van zijn coach, Adrie Bogers, zeven minuten voor tijd invallen voor Johan Voskamp. In de periode dat hij binnen de lijnen stond, gaf hij een assist en scoorde hij tevens zelf eenmaal. Hiermee werd de destijds zeventienjarige aanvaller de jongste doelpuntenmaker ooit in de geschiedenis van Sparta in het betaalde voetbal. Hij speelde in zijn eerste seizoen bij Sparta 14 wedstrijden waarin hij vijf keer scoorde. Zo speelde hij ook alle zes de play-offwedstrijden om promotie, waarin hij in de eerste ronde in beide affiches met FC Eindhoven scoorde. Hij was invaller in de finale tegen FC Dordrecht, die verloren ging, waardoor Sparta niet promoveerde. In het seizoen erop speelde hij slechts drie wedstrijden mee: hij speelde zelf vooral bij de beloften.
Hij won in het seizoen 2015/16 met Sparta de titel in de Eerste divisie, waardoor de club uit Rotterdam-West na zes jaar terugkeerde in de Eredivisie. Hij kwam dat seizoen tot 29 wedstrijden en vier goals. Zo scoorde hij twee doelpunten in de 3-0 overwinning op FC Dordrecht, de ploeg die hem twee jaar geleden dwars had gezeten in promotie naar de Eredivisie. Dat jaar kwam hij echter in de eerste seizoenshelft weinig aan bod in de Eredivisie en speelde hij vooral met de beloften in de Tweede divisie. Hij besloot daarom in de winter van 2017 na ruim drie jaar, 52 wedstrijden en negen goals te vertrekken bij Sparta.

### Fortuna Sittard
Stokkers verruilde Sparta in januari 2017 voor Fortuna Sittard, dat op dat moment negentiende stond in de Eerste Divisie. Hij begon met een vliegende start in Limburg. In zijn debuut tegen FC Dordrecht op 3 februari (2-2) was hij goed voor zijn eerste goal en zijn eerste assist. Hij bleef daarna in vorm: in zijn eerste vijf wedstrijden was hij telkens trefzeker. Hij scoorde in zestien wedstrijden dat halve jaar zeven doelpunten en gaf vier assists, maar wist Fortuna niet hoger te krijgen dan de zeventiende plek. Het seizoen erop ging echter een stuk voortvarender. Ze werden tweede achter kampioen Jong Ajax en promoveerde daarmee naar de Eredivisie. Stokkers scoorde dertien doelpunten en gaf acht assists en miste geen enkele competitiewedstrijd. In de laatste wedstrijd van het seizoen, tegen Jong PSV, maakte Stokkers het enige en daarmee beslissende doelpunt. Ook in de Eredivisie scoorde Stokkers geregeld. Fortuna eindigde vijftiende en handhaafde zich, terwijl Stokkers tot vijf goals kwam.
Medio 2019 liep zijn verbintenis bij Fortuna af. In 2,5 jaar bij Fortuna speelde Stokkers 79 wedstrijden en scoorde hij 27 doelpunten.

### NAC Breda
In de zomer van 2019 werd Stokkers transfervrij gecontracteerd door NAC Breda, dat het jaar daarvoor laatste was geworden in de Eredivisie en dus gedegradeerd. Op 9 augustus maakte hij tegen FC Dordrecht zijn debuut en een week later leverde hij in een 5-1 overwinning op Helmond Sport zijn eerste goal en zijn eerste assist af. Stokkers speelde één seizoen voor NAC zeven goals en drie assists had in 28 wedstrijden.

### RKC Waalwijk
RKC Waalwijk en NAC Breda regelde in de zomer van 2020 een ruildeal, waarbij Stokkers naar RKC vertrok en Mario Bilate de omgekeerde weg bewandelde. Op 13 september maakte Stokkers tegen Vitesse zijn debuut voor RKC. Op 21 oktober scoorde hij tegen PEC Zwolle (1-1) als invaller zijn eerste goal voor de club. Hij speelde twee jaar voor RKC waarin hij 61 wedstrijden speelde en twaalf goals maakte. Na twee seizoenen in Waalwijk besloot Stokkers zijn contract niet te verlengen. 

### Go Ahead Eagles
In de zomer van 2022 trok Stokkers naar competitiegenoot Go Ahead Eagles. Hij maakte in de eerste speelronde zijn debuut, op 7 augustus tegen AZ. Zijn eerste doelpunt volgde op 15 oktober tegen sc Heerenveen (1–1). Vanaf mei 2023 was Stokkers afwezig vanwege problemen aan zijn oog. Na een ingrijpende operatie en herstel haakte hij bij het trainingskamp in de winterstop weer aan bij het team. Aan het einde van het seizoen 2023/24 plaatste Go Ahead Eagles zich voor de UEFA Conference League, mede door een doelpunt van Stokkers in de nacompetitie tegen N.E.C.. Zijn contract werd in juli 2024 opengebroken en met een jaar verlengd tot medio 2026, met een optie op een seizoen extra. Met Go Ahead Eagles won hij de KNVB Beker in zijn derde seizoen. In de finale werd na strafschoppen gewonnen van AZ na een initiële 1–1. Stokkers viel in de tweede helft in en werd aan het begin van de verlenging weer gewisseld.

## Clubstatistieken
| Seizoen | Club             | Competitie     | Competitie | Competitie | Beker | Beker | Internationaal | Internationaal | Nacompetitie | Nacompetitie | Totaal | Totaal |
| Seizoen | Club             | Competitie     | Wed.       | Dlp.       | Wed.  | Dlp.  | Wed.           | Dlp.           | Wed.         | Dlp.         | Wed.   | Dlp.   |
| ------- | ---------------- | -------------- | ---------- | ---------- | ----- | ----- | -------------- | -------------- | ------------ | ------------ | ------ | ------ |
| 2013/14 | Sparta Rotterdam | Eerste divisie | 8          | 3          | 0     | 0     | —              | —              | 6            | 2            | 14     | 5      |
| 2014/15 | Sparta Rotterdam | Eerste divisie | 2          | 0          | 1     | 0     | —              | —              | —            | —            | 3      | 0      |
| 2015/16 | Sparta Rotterdam | Eerste divisie | 28         | 3          | 1     | 1     | —              | —              | —            | —            | 29     | 4      |
| 2016/17 | Sparta Rotterdam | Eredivisie     | 5          | 0          | 1     | 0     | —              | —              | —            | —            | 6      | 0      |
| 2016/17 | Fortuna Sittard  | Eerste divisie | 16         | 7          | 0     | 0     | —              | —              | —            | —            | 16     | 7      |
| 2017/18 | Fortuna Sittard  | Eerste divisie | 38         | 13         | 3     | 1     | —              | —              | —            | —            | 41     | 14     |
| 2018/19 | Fortuna Sittard  | Eredivisie     | 18         | 5          | 4     | 1     | —              | —              | —            | —            | 22     | 6      |
| 2019/20 | NAC Breda        | Eerste divisie | 24         | 6          | 4     | 1     | —              | —              | 0            | 0            | 28     | 7      |
| 2020/21 | NAC Breda        | Eerste divisie | 2          | 1          | 0     | 0     | —              | —              | —            | —            | 2      | 1      |
| 2020/21 | RKC Waalwijk     | Eredivisie     | 30         | 5          | 1     | 0     | —              | —              | —            | —            | 31     | 5      |
| 2021/22 | RKC Waalwijk     | Eredivisie     | 26         | 4          | 4     | 3     | —              | —              | —            | —            | 30     | 7      |
| 2022/23 | Go Ahead Eagles  | Eredivisie     | 24         | 3          | 2     | 0     | —              | —              | —            | —            | 26     | 3      |
| 2023/24 | Go Ahead Eagles  | Eredivisie     | 14         | 0          | 1     | 0     | —              | —              | 2            | 1            | 17     | 1      |
| 2024/25 | Go Ahead Eagles  | Eredivisie     | 14         | 2          | 2     | 0     | 2              | 0              | —            | —            | 18     | 2      |
| Totaal  | Totaal           | Totaal         | 249        | 52         | 24    | 7     | 2              | 0              | 8            | 3            | 283    | 62     |

Bijgewerkt op 22 april 2025.

## Erelijst
| Competitie       |                  |                  |                  |                  |
| Competitie       | Aantal           | Jaren            |                  |                  |
| Sparta Rotterdam | Sparta Rotterdam | Sparta Rotterdam | Sparta Rotterdam | Sparta Rotterdam |
| ---------------- | ---------------- | ---------------- | ---------------- | ---------------- |
| Eerste divisie   | 1                | 2015/16          |                  |                  |
| Go Ahead Eagles  |                  |                  |                  |                  |
| KNVB Beker       | 1                | 2024/25          |                  |                  |